# Deconfinamento
In fisica, il deconfinamento (in contrasto al confinamento), è la proprietà di alcune fasi di ammettere l'esistenza libera di taluni tipi di particelle o eccitazioni, invece che unicamente loro composti legati confinati. Esistono vari esempi di queste teorie in fisica particellare o in fisica della materia condensata, dove esistono numerosi modelli con transizioni che separano due fasi, una confinata e l'altra deconfinata.
Un classico esempio di fase deconfinata è il plasma di quark e gluoni, dove il plasma ad alta temperatura può essere descritto in prima approssimazione come un gas di quark e gluoni liberi, formalmente analogo ad un gas ideale. Recenti simulazioni e esperimenti hanno dimostrato tuttavia che la fase deconfinata della QCD si discosta nelle caratteristiche da quelle di un gas di particelle libere anche per temperature molto elevate, dell'ordine di dieci volte la temperatura critica della transizione di deconfinamento {\displaystyle T_{c}\sim 170\ MeV}.